# Merigar Ouest
Merigar Ouest est un gar dzogchen européen, un centre du bouddhisme tibétain, situé à la convergence des pentes des monts Amiata et Labbro, dans la province de Grosseto, en Toscane. La localité s'appelle Merigar  (tibétain : མེ་རི་སྒར, Wylie : me ri sgar), ce qui signifie littéralement résidence de la montagne de feu, et s'étend sur 50 hectares sur la colline au-dessus du village de Zancona, près d'Arcidosso.

## Histoire
Fondée en 1981, Merigar fut le premier gar de la communauté Dzogchen en occident et est une association culturelle d'envergure internationale. Il est né sous l'inspiration et la direction de Chögyal Namkhai Norbu Rinpoché comme un lieu où les gens peuvent se rencontrer, recevoir des enseignements, les étudier et les mettre en pratique. La ferme, appelée Serkhang (maison dorée), comprend le logement du gekö (maître de discipline), gardien, seul résident permanent et gérant du centre, le secrétariat et la cantine. Par la suite, le centre prit une plus grande importance avec la construction de la bibliothèque, dépositaire d'une vaste collection de textes tibétains, et avec la salle Mandala, une salle où se pratique la danse Vajra. Le 29 mai 1990, en présence du 14e dalaï-lama, venu à l'occasion d'une visite en Europe, le Gönpa , ou Temple de la Grande Contemplation, fut inauguré. À l'occasion de l'inauguration à laquelle Doboom Tulku (en) assista, le dalaï-lama donna un enseignement sur le dzogchen en se basant sur le texte Tshigsum Nedeg. En 1998, le Grand Stūpa était achevé.
Merigar abrite Shang Shung Edizioni, fondée en 1983, qui publie des écrits et des ouvrages de Namkhai Norbu et d'autres auteurs liés à la culture tibétaine, et l'Institut international d'études tibétaines Shang Shung, fondé en 1989. Elle abrite aussi
A.S.I.A. Associazione per la Solidarieta in Asia, organisation non gouvernementale qui dirige et coordonne des projets de coopération internationale en Asie, notamment pour la préservation de la culture tibétaine, et COABIT, une coopérative de construction pour la communauté Dzogchen.
En 2024, Khyentse Namkhai Yeshe (Yeshi Silvano Namkhai) est le guide spirituel de Merigar.

## Temple de la Grande Contemplation

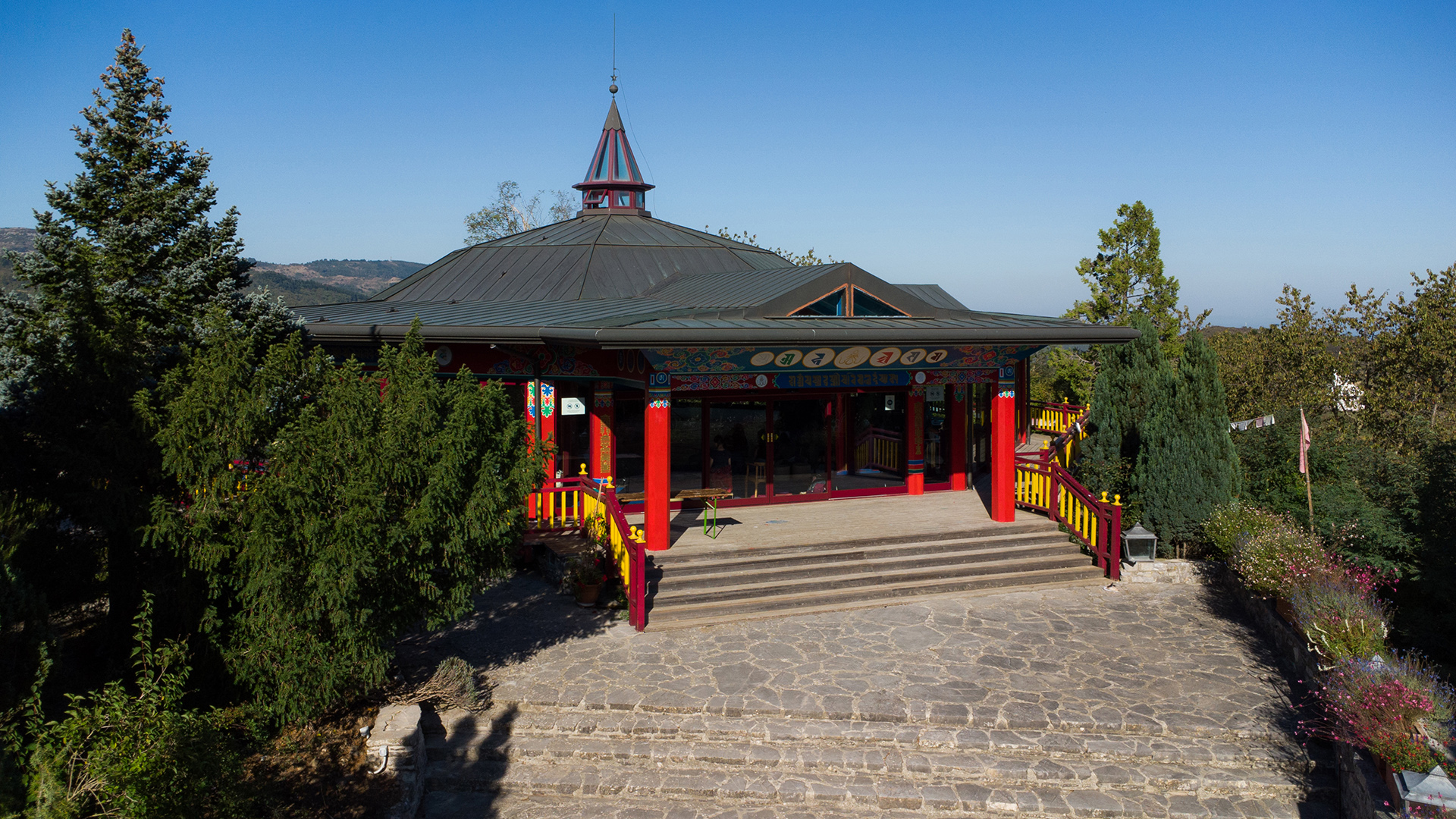
Gönpa de Merigar Ouest.

Le Gönpa de Merigar Ouest, le Temple de la Grande Contemplation (tibétain : འདུས་ཁང་ཏིང་ངེ་འཛིན་ཆེན་མོ, Wylie : 'dus khang ting nge 'dzin chen mo), a été conçu par Chögyal Namkhai Norbu et inauguré en 1990 inauguré par le 14e dalaï-lama, Tenzin Gyatso. Il a une forme octogonale. De nombreuses peintures traditionnelles tibétaines sont conservées à l'intérieur, dont des peintures du lama drukpa-kagyü Drugu Choegyal Rinpoché. Le temple comporte une grande salle octogonale, décorée selon la tradition culturelle tibétaine, et quatre portes, disposées selon les quatre directions cardinales ; l'entrée principale se situe de façon symbolique à l'est.

## Les trois stūpas de Merigar Ouest
Un chörten (mchod rten), stūpa en sanskrit, est une représentation symbolique tridimensionnelle de l'esprit éveillé du Bouddha. Ses fonctions principales sont de conserver des reliques et d’assurer le bien-être et la prospérité du lieu où il est érigé.
Il y a trois stupas à Merigar. Le premier a été construit en 1983, et nommé Petit Stupa de l'Illumination. En 1998, le Grand Stupa de l'Illumination a été construit, et en 2016 un troisième stupa a été érigé. Fabriqué en marbre de Carrare, il est conçu dans le style de la Victoire Complète.
Depuis le 3 octobre 2018, le Grand Stupa de l'Illumination abrite la dépouille mortelle de Chögyal Namkhai Norbu.